# Phisalixella iarakaensis
Espèce
Synonymes
- Stenophis iarakaensis Domergue, 1995

Statut de conservation UICN

 DD  : Données insuffisantes
Phisalixella iarakaensis est une espèce de serpents de la famille des Lamprophiidae. 

## Répartition
Cette espèce est endémique de Madagascar.

## Publication originale
- Domergue, 1995 : Serpents de Madagascar: Note liminaire sur des espèces nouvelles du genre Stenophis Boulenger, 1896 (Colubridae: Boiginae). Archives de l'Institut Pasteur de Madagascar, vol. 61, n. 2, p. 121-122.